# 堀基

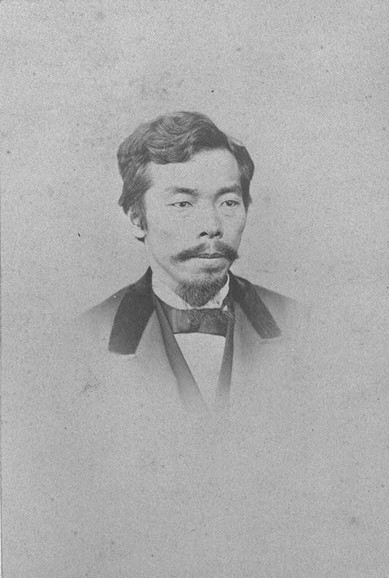
堀基

堀 基（ほり もとい、1844年7月29日（天保15年6月15日） - 1912年（明治45年）4月8日）は、江戸時代末期から明治期の武士（薩摩藩士）、実業家。北海道炭礦鉄道初代社長。貴族院議員。位階勲等は正四位勲三等。

## 来歴
薩摩藩に生まれ、勉学をすすめたのち江川坦庵門下で砲術を学ぶ。後に勝海舟の神戸海軍操練所で航海術も会得。
薩摩藩士としては1868年の鳥羽・伏見の戦いにも参加し旧幕府軍と戦う。直後に箱館裁判所監察として渡道。翌1869年、開拓使に移り開拓中判官、開拓大書記官、屯田事務局長などを歴任。薩摩閥として羽振りを利かせる一方、同郷の先輩黒田清隆と共に樺太に駐在し対ロシア交渉などにあたった。1877年の西南戦争には准陸軍大佐として屯田兵を率いて従軍している。
1882年、開拓使の廃止により実業界に転身。最初、小樽で対馬嘉三郎と共に大有社（北海道初の商社といわれる）を設立。函館の商人らと共に前年の官有物払下げ事件の影響で設立が頓挫しかけていた北海道運輸会社（後の日本郵船の一部）を設立し、出来たばかりの三井物産の資本協力も得て海運業に乗り出した。
この間札幌県令も務め、1886年廃県置庁により北海道庁が設置されると理事官に就いた。ここでも薩摩閥の人脈を大いに利かせていたため、他藩出身者から反感を買うことも多かったという。
1888年、北海道庁長官に後輩の永山武四郎が就くと、自らは理事官を辞して北海道炭礦鉄道を設立し、後の北海道炭礦汽船の基礎を築いた。ここでも北炭に対する幌内炭鉱、官営鉄道の払い下げは永山長官、北有社の村田堤らと示し合わせたものであった。
この頃の堀は「官に在りては道庁の枢機を掌握し、野に下りては本道実業界の牛耳を執り、其勢力並ぶものなく、時人呼んで北海道副王」とされた。しかし、実態はそれ以上で新会社の認可手続きが終わると王である筈の永山長官が自ら書類を携え堀邸に出向いたとされる。
しかし、堀の専制的な経営は不評を買い早々に経営から退いている。後に日本郵船会社理事なども務めたが、中央政界での薩摩閥の衰退とともに一線を退いた。
晩年は私費を投じて北鳴学校（後の札幌中学）を開き、札幌農学校の新渡戸稲造を迎えて高等教育を行うなど教育分野にも実績を残した。1894年1月23日、勅選により貴族院議員に就く。1912年、東京に於いて卒去。享年69歳。墓所は青山霊園1-ロ-10-4。

## 栄典
- 1889年（明治22年）11月29日 - 大日本帝国憲法発布記念章[2]